# Giuseppe Pistoi
Giuseppe Pistoi (o Pistoj) detto Figlio di Cappellaro (Buonconvento, 29 dicembre 1701 – Siena, 1º giugno 1793) è stato un fantino italiano.
La documentazione relativa alla sua carriera non è completa; è comunque attestato che abbia preso parte ad almeno tre edizioni del Palio, vincendo due volte. Nel corso degli anni è stato confuso con il padre Giovan Battista Pistoi detto Cappellaro (da cui eredita il soprannome).
Terminata la carriera di fantino, divenne oste in una locanda senese.

## Presenze al Palio di Siena
Le vittorie sono evidenziate ed indicate in neretto.
| Palio         | Contrada     | Cavallo                         | Note |
| ------------- | ------------ | ------------------------------- | ---- |
| 2 luglio 1732 | Valdimontone | Grigio del Parigini             |      |
| 2 luglio 1733 | Tartuca      | Morello del Parigini            |      |
| 2 luglio 1734 | Selva        | Grigio dell'Oste delle Donzelle |      |